# Stordal
Stordal – norweskie miasto i gmina leżąca w regionie Møre og Romsdal.
Stordal jest 304. norweską gminą pod względem powierzchni.

## Demografia
Według danych z roku 2005 gminę zamieszkuje 1007 osób. Gęstość zaludnienia wynosi 4,04 os./km². Pod względem zaludnienia Stordal zajmuje 410. miejsce wśród norweskich gmin.
| ludność stan na 1 stycznia 2005 |         |           |       |
|                                 | kobiety | mężczyźni | razem |
| osób                            | 491     | 516       | 1007  |
| %                               | 48,76%  | 51,24%    | 100%  |

| wykształcenie stan na 1 października 2004 |        |         |        |        |
|                                           | podst. | średnie | wyższe | niezn. |
| osób                                      | 188    | 456     | 100    | 18     |
| %                                         | 24,67% | 59,84%  | 13,12% | 2,36%  |

## Edukacja
Według danych z 1 października 2004:
- liczba szkół podstawowych (norw. grunnskolar): 1
- liczba uczniów szkół podst.: 134

## Władze gminy
Według danych na rok 2011 administratorem gminy (norw. rådmann) jest Lars Joranger, natomiast burmistrzem (norw. ordfører, d. borgermester) jest Charles Perry Tøsse.